# David Weisman
David Weisman (Binghamton, 1942 - ?, 13 de outubro de 2019) é um produtor e roteirista de cinema norte-americano. Em 1986, foi indicado ao Oscar de melhor filme, por Kiss of the Spider Woman, do brasileiro Héctor Babenco.